# Holmen, Hedesunda
Holmen är en by i Hedesunda socken, Gävle kommun. Den finns dokumenterad sedan 1541. Byn är nordlig granne med Svarta, Nordanbro och Vibro. Byn låg tidigare på en intilliggande kulle som nu kallas Gammelholmen.